# Jan De Cock
Pour les articles homonymes, voir De Cock.
Jan De Cock est un artiste belge né à Etterbeek le 2 mai 1976.
Il ne se confine pas à une seule discipline, mais explore les frontières entre arts visuels, photographie, montages photographiques, sculpture et architecture en une forme de Gesamtkunstwerk, l'œuvre d'art totale.

## Vie et œuvre
Bien qu'il ait étudié à l'Académie royale des beaux-arts de Gand, au Département 3D multimédia, il se présente comme un autodidacte.
Il conçoit et réalise des projets qui sont des ensembles de plusieurs «figures» dont certaines parties peuvent être réutilisées dans des œuvres ultérieures. Ainsi, ses larges modules en bois brut (aggloméré) font penser à des maquettes, tels que les architectes les emploient. Ces installations ont un caractère d'inachevé qui modifie l'espace environnant de manière impressionnante. Le spectateur est obligé à se positionner vis-à-vis de l'installation, à être assis ou de se déplacer pour la contourner. Ainsi donc l'œuvre d'art consiste en l'interaction entre l'espace, l'œuvre et le spectateur. Il nomme ses sculptures en panneaux d'aggloméré «Denkmal» avec un numéro d'habitation à l'arrière. Le mot allemand "Denkmal" signifie "monument" et en néerlandais "une forme de pensée". Ainsi, l'artiste veut remodeler la réalité, sortir le spectateur de son mode de pensée habituel.
Il se rattache à sa manière à la tradition du futuriste Boccioni et à la géométrie rigide du modernisme.
Il est également fasciné par l'architecture de Mies van der Rohe, et l'œuvre très engagée du sculpteur Constantin Meunier.
En outre, il a été influencé par le constructivisme et, plus récemment, par le minimalisme de Donald Judd et l'œuvre conceptuelle de Dan Graham. Il mêle dans son œuvre peinture et références cinématographiques, à Jean-Luc Godard par exemple. L'historien d'art anglais Jon Wood le situe dans la tradition de l'atelier de sculpture moderne, mais l'identifie simultanément au caractère unique du studio contemporain, qui est un lieu de brassage des personnes et des idées. Ce qui est beaucoup plus complexe que l'atelier traditionnel du passé...

## Projets artistiques

### Everything for you
La première édition de son projet Everything for you a lieu au printemps 2013, à la Galéria Hilario Galguera de Mexico. Il offre à la ville plusieurs motifs sculpturaux appelés Gifts, par lesquels il veut rejeter l'économie actuelle de l'offre et demande en donnant aux résidents un vrai cadeau, sans que personne ait rien demandé. Avant d'être exposés, les Gifts sont activés  dans la ville par un portrait photographique. Ces images sont ensuite imprimées en grand nombre et distribuées dans toute la ville. Après Mexico, Everything for you sera organisé à Otegem, Milan et Pékin.

### Jacqueline Kennedy Onassis
Jan De Cock choisit Jacqueline Kennedy Onassis comme titre pour son nouveau projet sur la culture du spectacle. Celui-ci est composé d'une série de six Cahiers publiée sous la forme d'une histoire illustrée, pour marquer le projet, et deux expositions. Les Cahiers sont exposés au White-Out Studio à Knokke-Heist sous forme de cinq présentations différentes réparties sur une période de cinq mois. La deuxième partie s'ouvre le 9 mars 2012 au Musée national d'art (de) de Baden-Baden.
Dans cette exposition, Jan De Cock déploie un système complexe de fragments imbriqués, transformant les salles blanches de la Kunsthalle et le pavillon de verre du Stadtmuseum en un paysage d'unités éclatées qui n'a apparemment ni point de départ, ni point d'arrivée. Les œuvres présentées dans l'exposition sont réalisées à partir de matériaux produits industriellement. Une série de sculptures intitulée Sculptures romantiques se compose de grands cadres en profilé d'acier mesurant près de 3m x 3m, sur lesquels sont fixées avec précision des plaques de bois ou d'autres matériaux. Les œuvres rappellent les objets de grande taille des anciennes séries de Jan De Cock, qui semblent maintenant avoir été plaquées contre le mur. En d'autres termes, des pièces entières ont été transformées en reliefs stratifiés. Pour De Cock, les couches et les surfaces non entretenues sont à nouveau des références à son approche d'atelier.

### Repromotion
Au cours de l'été 2009, il a exposé au Palais des beaux-arts de Bruxelles des installations créées spécialement pour ce lieu sous le nom "Repromotion". Il exposait dans les salles différentes du palais des installations monumentales basées sur des formes géométriques  qui se confrontent à trois versions de l'« Héraclès archer » d'Emile-Antoine Bourdelle. L'ensemble ressemble à de l'art abstrait et spatial, avec des vues imaginaires, discrètement peint avec des bandes vertes et jaunes.

### Denkmal

#### MoMA New York 2008
Au printemps de 2008, il effectue sa première exposition au MOMA de New York, appelée "Denkmal 11, Musée d'Art Moderne, 11 West 53rd Street, New York , 2008". C'est la première fois qu'un artiste belge vivant y obtenait une exposition personnelle, ceci avec le soutien de la Société des Amis de la Belgique en Amérique. Ce qu'il y réalise en conformité avec ses œuvres précédentes : une installation du plancher au plafond avec des photographies et une série de sculptures modules en contreplaqué évoquant l'abstraction du XXe siècle. Les photographies ont été créées en réponse à l'endroit précis où elles sont affichées, montrant différents objets de la collection du MoMA, en combinaison avec des photos de l'histoire de l'art, de l'architecture et du cinéma. Non pas thématique, mais dans un style encyclopédique. La-même effectué des travaux, présenté dans les grandes listes noires, rappellent les compositions géométriques rigoureuses de Piet Mondrian. Fin mars 2008, le MOMA acquiert l'installation Denkmal 11.
En outre, des interventions artistiques ont eu lieu dans Seagram Building de Mies van der Rohe et l'Hôtel Waldorf Astoria, le building Art Déco de 74 étage de Schultze et Weaver. L'artiste sera à en:East Hampton pour concevoir un travail dans l'ancien atelier de l'expressionniste abstrait Jackson Pollock.

#### Casa del Fascio de Côme 2006
En 2006, il est à la (Casa del Fascio (Côme) de l'architecte Giuseppe Terragni et dans deux galeries en collaboration avec Daniel Buren avec une série de sculptures en aggloméré s'inspire du langage architectural ambiant : Denkmal 4. Au lieu de son vert habituel, il utilise le blanc qui correspond mieux à la construction de Terragni. À cet égard, il déclare, "Terragni a travaillé avec un nombre limité de formes de base telles que des poutres, des carrés et des rectangles. Ceci est très proche de ce que je fais moi-même. J'ai toujours travaillé avec des modules rudimentaires <ui sont en dialogue avec une architecture donnée." L'intervention de Buren consiste en l'utilisation de son thème familier de large bandes verticales vertes 8,7 cm de largeur sur les sculptures de Jan et son travail avec des miroirs.

#### Tate Modern Londres 2005
Dans la Tate Modern avec ses 15 000 visiteurs par jour située sur le Bankside à Londres, un immeuble industriel ancien par l'architecte Giles Gilbert Scott en face de la cathédrale Saint-Paul, il construit en 2005 son propre musée avec des sculptures en bois rigide qui renvoient au langage formel du bâtiment, en particulier à la répartition des fenêtres et à la structure du hall central. Dans cette installation, se référant à l'essence de l'endroit, tout respire l'ordre et la géométrie avec des références à l'héritage de l'art abstrait de Piet Mondrian à Donald Judd. Avec des formes cubiques et rectangulaires et par un jeu ingénieux de judas et de parois aveugles, il crée un nouvel espace totalement illusoire qui affecte radicalement notre façon de voir.

## Réflexion et citation
Avec son œuvre, nous sommes loin de l'idée que l'art est un souffle intérieur qui se matérialise, comme l'expressionnisme. L'art de Jan De Cock est plus une structure de pensée qui consciemment décide de sa position dans le domaine de la culture contemporaine. Jan De Cock cherche de préférence des endroits spécifiques comme une bibliothèque, une galerie de musée, un bâtiment moderniste (Casa del Fascio (Côme), un paysage bien particulier (Grand Canyon ou les Everglades) où il crée des installations temporaires, parfois en combinaison avec le patrimoine culturel. Il est considéré par certains comme l'un des artistes les plus importants de sa génération. Même s'il n'y a pas consensus, on ne peut nier son œuvre et ce qu'elle apporte à l'art contemporain.
« En fait, vous pouvez comparer l'art à une pause publicitaire. Les pauses publicitaires dans les films, changent quelque chose sur la façon dont nous regardons et interprétons ces programmes et ces films. L'art fait à vrai dire la même chose. Il y a deux réactions possibles : zapper ou continuer à regarder. Et si vous continuez de regarder, alors l'œuvre d'art change irrévocablement votre attitude sur le monde. Un artiste ne peut pas être au milieu. L'art est la périphérie de notre pensée quotidienne. La plupart des artistes ne peuvent supporter d'être zappés ou de ne pas être un centre d'attention. Si ce qu'ils créent est mal accueilli, ils vont à la recherche d'une nouvelle tendance. Mais la pression du succès ne peut jamais être le moteur. La forme pure est le but. »

## Expositions solo
- 2016 : Abstract Capitalism, The Brussels Art_ Institute, Bruxelles
- 2016 : Abstract Capitalism, Office Baroque, Bruxelles
- 2015 : Sculpturecommunism, Office Baroque, Bruxelles
- 2013 : Everything for you, Otegem, Deweer Gallery, Otegem
- 2013 : Everything for you, Mexico-City, Galeria Hilario Galguera, Mexico (Mexique)
- 2013 : Jacqueline Kennedy Onassis, Romantik IX, Galerie Fons Welters, Amsterdam (Pays-Bas)
- 2012 : Jacqueline Kennedy Onassis, A Commercial Exhibition, Galeria Filomena Soares, Lisbonne (Portugal)
- 2012 : Occupying the Museum, Galerie Ronny Van de Velde, Knokke
- 2012 : Jacqueline Kennedy Onassis, A Romantic Exhibition, Staatliche Kunsthalle Baden-Baden, Baden-Baden (Allemagne)
- 2011 : Jacqueline Kennedy Onassis, White-Out Studio, Knokke-Heist
- 2011 : Improvise and Overcome, KIOSK, Gand
- 2010 : Repromotion, Francesca Minini, Milan (Italie)
- 2010 : Repromotion, Galerie Fons Welters, Amsterdam, (Pays-Bas)
- 2009 : Repromotion, Gallery Luis Campaña, Berlin (Allemagne)
- 2009 : Repromotion, Palais des Beaux-Arts, Bruxelles
- 2008 : Modern is changing fig. 4, Stella Lohaus Gallery, Anvers
- 2008 : Modern is changing fig. 3, Gallery Luis Campaña, Berlin (Allemagne)
- 2008 : Modern is changing fig. 1, Galerie Fons Welters, Amsterdam (Pays-Bas)
- 2008 : Denkmal 11, Museum of Modern Art, 11 West 53 Street, New York (États-Unis)
- 2007 : Denkmal 70, Sint-Lukas Hogeschool, Rue des Palais 70, Bruxelles
- 2007 : Denkmal 87, Glenn Horowitz Bookseller, 87 Newton Lane, Easthampton (États-Unis)
- 2007 : Denkmal 1, Art Brussels, Place de Belgique 1, Bruxelles
- 2006 : Denkmal 4, Casa del Fascio, Piazza del Popolo 4, Côme (Italie)
- 2006 : Denkmal 4, Casa del Fascio, Piazza del Popolo 4, Côme - Massimo Minini Gallery, Brescia (Italie)
- 2006 : Denkmal 4, Casa del Fascio, Piazza del Popolo 4, Côme – Francesca Minini Gallery, Milan (Italie)
- 2006 : Denkmal 25, Haus Konstruktiv, Selnaustrasse 25, Zürich (Suisse)
- 2006 : Denkmal 47, Stella Lohaus Gallery, Vlaamse Kaai 47, Anvers
- 2006 : Denkmal 1901, Convention Center, 1901 Convention Center Drive, Miami Beach (États-Unis)
- 2005 : Denkmal 53, Tate Modern, Bankside 53, Londres (Royaume-Uni)
- 2005 : Denkmal 7, Schirn Kunsthalle, Römerberg 7, Francfort (Allemagne)
- 2005 : Denkmal 5-12-3, Minami Aoyama 5-12-3, Minato-ku, Tokyo (Japon)
- 2004 : Denkmal 23, Palais des Beaux-Arts, Rue Ravenstein 23, Bruxelles
- 2004 : Denkmal 47, Stella Lohaus Gallery, Vlaamse Kaai 47, Anvers
- 2004 : Denkmal 9, Henry Van de Velde Universiteitsbibliotheek, Rozier 9, Gand
- 2004 : Denkmal 1a, Gallery Luis Campaña, An der Schanz 1a, Cologne (Allemagne)
- 2003 : Denkmal 3, Kerstin Engholm Gallery, Schleifmuhlgasse 3, Vienne (Autriche)
- 2003 : Denkmal 10, De Appel, Nieuwe Spiegelstraat 10, Amsterdam (Pays-Bas)
- 2003 : Art Statement, Art 34 Bâle (Suisse)
- 2002 : Art Basel Miami Beach, Art Positions (États-Unis)
- 2002 : Randschade Fig.9 / Collateral Damage Fig.9, Gallery Fons Welters, Amsterdam, 2002 (Pays-Bas)
- 2002 : Randschade Fig.7 / Collateral Damage Fig.7, Museum voor Schone Kunsten en S.M.A.K., Gand
- 2001 : Randschade Fig. 4, Gallery Fons Welters, Amsterdam (Pays-Bas)
- 1999 : Argos, Bruxelles

## Récompenses
2003 : Prix de la Jeune Peinture Belge pour Denkmal 23

## Publication
- Jacqueline Kennedy Onassis, Disambiguation #1 Saturation, #2 Spectacle, #3 Value, #4 Imitation, #5 Fanatism, #6 Overcome, 2012 576 pages
- Handbook A Romantic Exhibition, Staatliche Kunsthalle Baden-BAden, gecureerd door Johan Holten, Buchhandlung Walther König, 2012
- Denkmal  (ISBN 9789080842441), 2008 The Museum of Modern Art, New York 210 pages
- Denkmal  (ISBN 9789080842434), 2008 Collaboration with Daniel Buren, Italy 650 pages
- Denkmal  (ISBN 9080842427), 2006 Tate Modern, London 456 pages
- Denkmal  (ISBN 9080842419), 2004 De Appel, Amsterdam 556 pages